# 해파리 (음악 그룹)
해파리(HAEPAARY)는 2020년 결성된 대한민국의 2인 뮤지션이다. 종묘 제례악과 전통가곡을 재해석하여 앰비언트와 테크노를 기반으로 한 곡을 선보였다.

## 음반 목록
- 2021.09.30 네 번째 앨범 1곡 발매 - "경포대로 가서" (Go to gpd and then)
- 2021.05.28 세 번째 앨범 5곡 발매[1]
- 2021.03.12 두 번째 앨범 트랙 01. 철변두-송신 (A Sendoff for Ancestor Spirits)
- 2021.03.12 두 번째 앨범 트랙 02. 반너머 (Beyond a Life of &$!#%)
- 2021.01.29 첫 번째 앨범 트랙 01. 소무-독경 (A Shining Warrior-A Heartfelt Joy)
- 2021.01.29 첫 번째 앨범 트랙 02. 소무-독경 (A Shining Warrior-A Heartfelt Joy) Radio Edit.[2]

## 참여 음반
- 2021.10.17 "OFF RECORDS" 테이프 B면 첫 번째 곡 (한 곡) "Sorans"[3][4]

## 공연 기록
- 2022.04.08 "시적허용: Poetic License" S01. Ep.03 HAEPAARY 해파리 - Live Performance & Exclusive Interview]

```
  
"경포대로 가서"

  
"부러울 것이 없어라"

  
"소란스"
```

- 2022.03.10 "경포대로 가서" MBC 라디오 "두 시의 데이트 뮤지 안영미입니다" 라이브
- 2021.12.26 "경포대로 가서 (Go To Gpd And Then)" 제비 다방 계단 라이브[5]
- 2021.12.13 "시작된 밤" - 관악 문화 재단 TV[6][7]
- 2021.10.14 "성동, 음악을 만나다 2021 - Vol. 3 HAEPAARY" 성수책마루 온택트 라이브

```
 
"희문"

 
"형가"

 
"소무"

 
"송신"
```

- 2021.10.03 울산 아시아 퍼시픽 뮤직 미팅 (APaMM) 2021[8]

```
 
"희문"

 
"진찬"

 
"형가"

 
"소무"

 
"태평가"

 
-인터뷰
```

- 2021.07.30 TBS 라디오[9]

```
 
"소무"

 
"경포대로 가서"
```

- 2021.07.17/18 국립극장 (하늘극장) "Deep Sea Creatures"[10]
- 2021.06.02 프리마베라 프로2021 쇼케이스 온라인 (PRIMAVERA PRO2021)[11]
- 2021.05.27 [온스테이지] HAEPAARY

```
 
"소무-독경"
[
12
]

 
"귀인-형가"
[
13
]

 
"부러울 것이 없어라"
[
14
]
```

- 2021.05.13 신촌전자 라이브 제34편

```
 
"희문"
[
15
]
[
16
]

 
"진찬"
[
17
]

 
"형가"
[
18
]
```

- 2021.05.13 신촌전자 Sinchon Electronics Live Vol.34 해파리 Haepaary 희문, 진찬, 형가 (총 16분 20초)
- 2021.05.13 신촌전자 Sinchon Electronics Live Vol.34 해파리 Haepaary 1차티저, 2차 티저
- 2021.03.18 SXSW Online 2021[19]

```
 
"형가"

 
"소무"
[
20
]

 
"송신"
```

- 2021.03.18 SXSW Online 2021 A Shining Warrior - A Heartfelt Joy (소무)[21]
- 2020.12.24 아시아문화전당, WMF (공개 서비스 종료)[22]
- 2020.11.22 Centers (하이라이트)[23]

```
 
"진찬"

 
"소무"

 
"태평가"
```

- 2020.09.12 생기 스튜디오 (메인 공연)

```
 
"희문"

 
-대담1

 
"분명"

 
"마음이"

 
"송신"

 
-대담2

 
"동창이"

 
"진찬"

 
"형가"

 
"소무"

 
-대담3

 
"태평가"

 
-대담4

 
"경포대로 가서"
```

- 2020.09.04 생기 스튜디오 (티저)
- 2020.08.21 일민 미술관 - Ghost Coming 2020 {X-ROOM} 퍼포먼스[24]

```
 
"소무-독경"
```

- 2020.07.17 전통공연예술진흥재단 - [문 밖의 사람들: 門外漢][25]

```
 
"희문"

 
"형가"
```

- 2020.04.26 남산국악당 - 2020 남산 초이스, 남창 가곡 "혜원 민희" (하이라이트)[26]
- 2020.04.21 남산국악당 - 2020 남산 초이스, 남창 가곡 "혜원 민희" (티저)
- 2019.09.28 남산국악당 - 2019 젊은 국악 도시락, 변신술 "혜원 민희" (하이라이트)[27]

```
 "안내"님의 공연 게시물 (30분 07초)
 
1. "희문"

 
2.

 
3.

 
4.

 
5. "분명"
```

## 언론 보도
- 2021.09.02 "남창가곡, 우리가 좀 하면 어때?" 스튜디오 허프 (STUDIO HUFF) 인터뷰
- 2021.08.12 "울산 에이팜 참여" 10월 1일 (예정)  뉴시스 기사[28]
- 2021.07.10 "국악 일렉트로닉 듀오" 중앙 선데이 기사[29]
- 2021.07.09 "낯선 종묘제례악, EDM으로 신나게 즐겨요" 이데일리 기사
- 2021.07.08 "7월의 해파리 중독을 조심하라" 중앙 선데이 유튜브
- 2021.06.18 "지금 가장 멋있고 독특한 일렉트로닉 듀오" 보관됨 2021-06-18 - 웨이백 머신 INDIEPOST 보관됨 2021-06-23 - 웨이백 머신 인터뷰 기사
- 2021.05.27 "전통으로 세련됨을 연주하다"- ONSTAGE2.0 네이버 바이브[30]
- 2021.04.11 "다차원의 음악" - 하퍼스 바자 (Harpers BAZAAR Korea) 4월호[31]

## 멤버

### 최혜원 (Choi Hyewon) 인스트루먼트
- 최혜원 위키 | 인스타그램｜홈 페이지 보관됨 2021-07-09 - 웨이백 머신｜유튜브｜페이스북
- 사운드클라우드 1 - 무아, 샘플링
- 사운드클라우드 2 - 대취타, 12
- 2020.12 현대 백화점 광고 - 음악감독
- 2020.11 KT 아이폰 광고2 - 작사/작곡
- 2020.10 KT 아이폰 광고1 - 작사/작곡
- 2020.10 노블레스 티비 광고  - 음악감독

### 박민희 (Park Minhee) 보컬
- 박민희 위키｜인스타그램｜페이스북｜사운드클라우드｜유튜브
- 2020.10.31 아트 선재 센터 - 인터뷰
- 2014. ()산책
- 2014. 가곡실격:방5↻
- 2013. 가곡실격: 나흘 밤
- 2011.12.29 쓸쓸쓸

## SNS
- 해파리 인스타그램
- 해파리 트위터
- 해파리 유튜브
- 해파리 사운드클라우드
- 해파리 웹사이트
- 소속사 플립드코인 뮤직 (Flipped Coin Music) 인스타그램
- 소속사 플립드코인 뮤직 (Flipped Coin Music) 홈 페이지